# Curtis Stinson
Curtis Stinson, né le 15 février 1983 à New York, aux États-Unis, est un joueur américain de basket-ball. Il évolue aux postes de meneur et d'arrière.

## Palmarès
- MVP de la NBA Development League 2011
- All-Star de la NBA Development League 2010, 2011